# Бетолино (Бреша)
Бетолино је насеље у Италији у округу Бреша, региону Ломбардија.
Према процени из 2011. у насељу је живело 406 становника. Насеље се налази на надморској висини од 161 м.